# Шпанівська сільська рада
Шпа́нівська сільська́ ра́да — орган місцевого самоврядування в Рівненському районі Рівненської області. Адміністративний центр — село Шпанів.

## Загальні відомості
- Шпанівська сільська рада утворена в 1940 році.
- Територія ради: 47,676 км²
- Населення ради: 7 331 особа (станом на 2001 рік)
- Територією ради протікає річка Устя.

## Населені пункти
Сільській раді підпорядковані населені пункти:
- с. Шпанів
- с. Великий Олексин
- с. Зозів
- с. Малий Олексин
- с. Ходоси
- с. Хотин

## Склад ради
Рада складається з 30 депутатів та голови.
- Голова ради: Столярчук Микола Анатолійович
- Секретар ради: Догойда Марія Юріївна
- Депутат ради: Віталій Грабар
- Депутат ради: Ігор Тетера
- Депутат ради: Віктор Стебелій
- Депутат ради: Андрій Козирев
- Депутат ради: Роман Батарьов
- Депутат ради: Марія Догойова
- Депутат ради: Миколай Маринич
- Депутат ради: Тетяна Мельник
- Депутат ради: Сергій Мануйлик
- Депутат ради: Петро Войтюк
- Депутат ради: Андрій Бляхарчук
- Депутат ради: Михайло Виноградов
- Депутат ради: Ігор Виговський
- Депутат ради: Андрій Княжинський
- Депутат ради: Олена Крупена
- Депутат ради: Ігор Дейнека
- Депутат ради: Ігор Матвійчук
- Депутат ради: Зоряна Возьнюк
- Депутат ради: Юрій Загиней
- Депутат ради: Валентина Шахрайчук
- Депутат ради: Світлана Хомич
- Депутат ради: Ігор Самков
- Депутат ради: Тамара Шахруйчук
- Депутат ради: Оксана Дабинюк
- Депутат ради: Валерій Бордіян

### Керівний склад попередніх скликань
| Прізвище, ім'я, по батькові   | Основні відомості                                                               | Дата обрання | Дата звільнення |
| ----------------------------- | ------------------------------------------------------------------------------- | ------------ | --------------- |
| Юкіш Галина Володимирівна     | Сільський голова, 1947 року народження, освіта середня спеціальна, позапартійна | 26.03.2006   | 31.10.2010      |
| Юкіш Галина Володимирівна     | Сільський голова, 1947 року народження, освіта середня спеціальна, позапартійна | 31.10.2010   | 10.04.2014      |
| Столярчук Микола Анатолійович | Сільський голова, 1981 року народження, освіта вища                             | 26.10.2014   | 29.04.2018      |
| Столярчук Микола Анатолійович | Сільський голова, 1981 року народження, освіта вища                             | 29.10.2018   | Нині на посаді  |

Примітка: таблиця складена за даними сайту Верховної Ради України